# Marvin and Tige
Marvin & Tige est un film américain réalisé par Eric Weston, sorti en 1983.

## Fiche technique
- Titre : Marvin & Tige
- Réalisation : Eric Weston
- Scénario : Wanda Dell et Eric Weston d'après Frankcina Glass
- Production : Wanda Dell, Frank Merke et Elayne Barbara Ceder
- Musique : Patrick Williams
- Photographie : Brian West
- Montage : Fabien D. Tordjmann
- Pays d'origine : États-Unis
- Format : Couleurs - Mono
- Genre : Drame
- Durée : 104 minutes
- Date de sortie : 1983

## Distribution
- John Cassavetes : Marvin Stewart
- Billy Dee Williams : Richard Davis
- Gibran Brown : Tige Jackson
- Denise Nicholas : Vanessa Jackson
- Fay Hauser : Brenda Davis
- Georgia Allen : Carrie Carter
- Jerry Penson : Policier